# Ploske, Nosivka
Ploske (în ucraineană Плоске) este o comună în raionul Nosivka, regiunea Cernihiv, Ucraina, formată numai din satul de reședință.

## Demografie
Componența lingvistică a comunei Ploske
     Ucraineană (98,03%)
     Rusă (1,78%)
     Alte limbi (0,09%)
Conform recensământului din 2001, majoritatea populației comunei Ploske era vorbitoare de ucraineană (98,03%), existând în minoritate și vorbitori de rusă (1,78%).